# Bosque nacional río Rogue–Siskiyou
El Bosque nacional río Rogue–Siskiyou es un bosque nacional de los Estados Unidos en los estados estadounidenses de Oregón y California. Los bosques nacionales Rogue River y Siskiyou, anteriormente separados, se combinaron administrativamente en 2004. Ahora, el Bosque Nacional Rogue River-Siskiyou se extiende desde la cresta de la Cordillera de las Cascadas hacia el oeste hasta las Montañas Siskiyou, cubriendo casi 7300 kilómetros cuadrados. La sede forestal está ubicada en Medford, Oregón.

## Geografía
La antigua porción del río Rogue del Bosque Nacional Rogue River-Siskiyou está ubicada en partes de cinco condados en el sur de Oregón y el norte de California. En orden descendente de superficie terrestre, son los condados de Jackson, Klamath, Douglas, Siskiyou y Josephine, siendo el condado de Siskiyou el único en California. Tiene una superficie terrestre de 628 443 acres (254 322,1 ha). Hay oficinas locales del distrito de guardabosques ubicadas en Ashland, Butte Falls, Grants Pass, Jacksonville y Prospect.

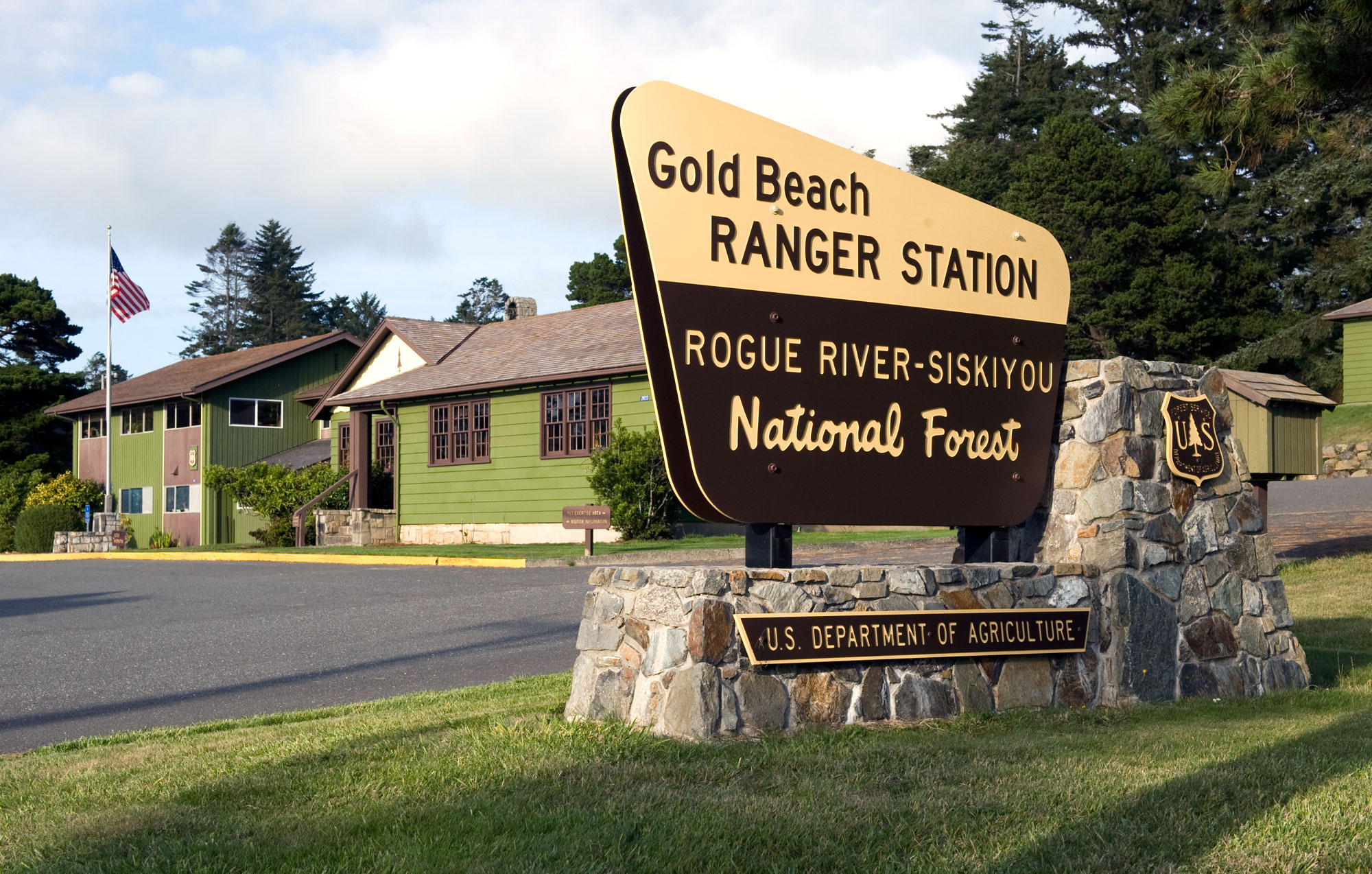
Estación de guardabosques de Gold Beach

La antigua porción Siskiyou del Bosque Nacional Rogue River-Siskiyou está ubicada en partes de cuatro condados en el suroeste de Oregón y el noroeste de California. En orden descendente de superficie terrestre, son los condados de Curry, Josephine y Coos en Oregón y el condado de Del Norte en California. Tiene una superficie de 1 094 726 acres (443 020,3 ha).  Hay oficinas locales del distrito de guardabosques ubicadas en Cave Junction, Gold Beach y Powers.
Casi todo el bosque nacional es montañoso e incluye partes de la Cordillera de la costa sur de Oregón, las Montañas Klamath y la Cordillera de las Cascadas.
El río más grande del bosque nacional es el río Rogue, que se origina en Cascade Range y fluye a través de las montañas Klamath y Coast Range. El río Illinois es un importante afluente del Rogue en las montañas Klamath, mientras que los ríos Sixes, Elk, Pistol, Chetco y Winchuck drenan la Cordillera Costera directamente al Océano Pacífico.

### Clima
| Parámetros climáticos promedio de Siskiyou National Forest (Southern Oregon and Northern California) | Parámetros climáticos promedio de Siskiyou National Forest (Southern Oregon and Northern California) | Parámetros climáticos promedio de Siskiyou National Forest (Southern Oregon and Northern California) | Parámetros climáticos promedio de Siskiyou National Forest (Southern Oregon and Northern California) | Parámetros climáticos promedio de Siskiyou National Forest (Southern Oregon and Northern California) | Parámetros climáticos promedio de Siskiyou National Forest (Southern Oregon and Northern California) | Parámetros climáticos promedio de Siskiyou National Forest (Southern Oregon and Northern California) | Parámetros climáticos promedio de Siskiyou National Forest (Southern Oregon and Northern California) | Parámetros climáticos promedio de Siskiyou National Forest (Southern Oregon and Northern California) | Parámetros climáticos promedio de Siskiyou National Forest (Southern Oregon and Northern California) | Parámetros climáticos promedio de Siskiyou National Forest (Southern Oregon and Northern California) | Parámetros climáticos promedio de Siskiyou National Forest (Southern Oregon and Northern California) | Parámetros climáticos promedio de Siskiyou National Forest (Southern Oregon and Northern California) | Parámetros climáticos promedio de Siskiyou National Forest (Southern Oregon and Northern California) |
| Mes                                                                                                  | Ene.                                                                                                 | Feb.                                                                                                 | Mar.                                                                                                 | Abr.                                                                                                 | May.                                                                                                 | Jun.                                                                                                 | Jul.                                                                                                 | Ago.                                                                                                 | Sep.                                                                                                 | Oct.                                                                                                 | Nov.                                                                                                 | Dic.                                                                                                 | Anual                                                                                                |
| --- | --- | --- | --- | --- | --- | --- | --- | --- | --- | --- | --- | --- | --- |
| Temp. máx. abs. (°C)                                                                                 | 18.3                                                                                                 | 26.7                                                                                                 | 30.6                                                                                                 | 35.6                                                                                                 | 42.2                                                                                                 | 43.9                                                                                                 | 46.1                                                                                                 | 46.1                                                                                                 | 43.3                                                                                                 | 37.8                                                                                                 | 27.8                                                                                                 | 20.6                                                                                                 | 46.1                                                                                                 |
| Temp. máx. media (°C)                                                                                | 10                                                                                                   | 12.8                                                                                                 | 16.1                                                                                                 | 20                                                                                                   | 24.4                                                                                                 | 28.9                                                                                                 | 33.3                                                                                                 | 33.3                                                                                                 | 30                                                                                                   | 23.3                                                                                                 | 13.9                                                                                                 | 9.4                                                                                                  | 21.1                                                                                                 |
| Temp. mín. media (°C)                                                                                | -0.6                                                                                                 | 0.6                                                                                                  | 1.7                                                                                                  | 2.8                                                                                                  | 5 | 8.3                                                                                                  | 10.6                                                                                                 | 10.6                                                                                                 | 7.8                                                                                                  | 3.9                                                                                                  | 2.2                                                                                                  | -0.6                                                                                                 | 4.4                                                                                                  |
| Temp. mín. abs. (°C)                                                                                 | -14.4                                                                                                | -14.4                                                                                                | -6.1                                                                                                 | -5.6                                                                                                 | -5.6                                                                                                 | -2.8                                                                                                 | -2.2                                                                                                 | -1.1                                                                                                 | -4.4                                                                                                 | -7.8                                                                                                 | -12.2                                                                                                | -18.9                                                                                                | -18.9                                                                                                |
| Precipitación total (mm)                                                                             | 232.7                                                                                                | 217.4                                                                                                | 175.3                                                                                                | 77.2                                                                                                 | 39.4                                                                                                 | 16.8                                                                                                 | 7.9                                                                                                  | 13.7                                                                                                 | 31.5                                                                                                 | 79                                                                                                   | 199.6                                                                                                | 223.3                                                                                                | 1313.7                                                                                               |
| Nevadas (cm)                                                                                         | 8.6                                                                                                  | 4.3                                                                                                  | 1.5                                                                                                  | 0.8                                                                                                  | 0 | 0 | 0 | 0 | 0 | 0 | 2.3                                                                                                  | 9.1                                                                                                  | 26.7                                                                                                 |
| Fuente:                                                                                              | | | | | | | | | | | | | |

## Historia
El Bosque Nacional Siskiyou se estableció el 5 de octubre de 1906. El 1 de julio de 1908, absorbió el Bosque Nacional Coquille y otras tierras. El Bosque Nacional Rogue River remonta su establecimiento a la creación de la Reserva Forestal Ashland el 28 de septiembre de 1893, por la Dirección General de Tierras. Las tierras fueron transferidas al Servicio Forestal en 1906 y se convirtieron en Bosque Nacional el 4 de marzo de 1907. El 1 de julio de 1908, Ashland se combinó con otras tierras de los bosques nacionales Cascade, Klamath y Siskiyou para establecer el Bosque Nacional Crater. El 18 de julio de 1915 se añadió parte del Bosque Nacional Paulina y el 9 de julio de 1932, el nombre se cambió a Río Rogue.

### Bombardeo de la Segunda Guerra Mundial
El 9 de septiembre de 1942, un avión arrojó bombas en el Monte Emily en el Bosque Nacional Siskiyou, dio media vuelta y voló de regreso sobre el Océano Pacífico. Las bombas explotaron y provocaron un incendio que fue sofocado por varios empleados del servicio forestal. Se decía que los fragmentos de bomba tenían marcas japonesas. Stewart Holbrook describió vívidamente este evento en su ensayo "Primera bomba". Más tarde se confirmó que el avión era efectivamente japonés, y el incidente se conoció como ataques aéreos de vigilancia. Fue el segundo bombardeo de los Estados Unidos contiguos por parte de un avión enemigo, tres meses después de la batalla de Dutch Harbor tres meses antes, el 3 y 4 de junio.

## Características naturales

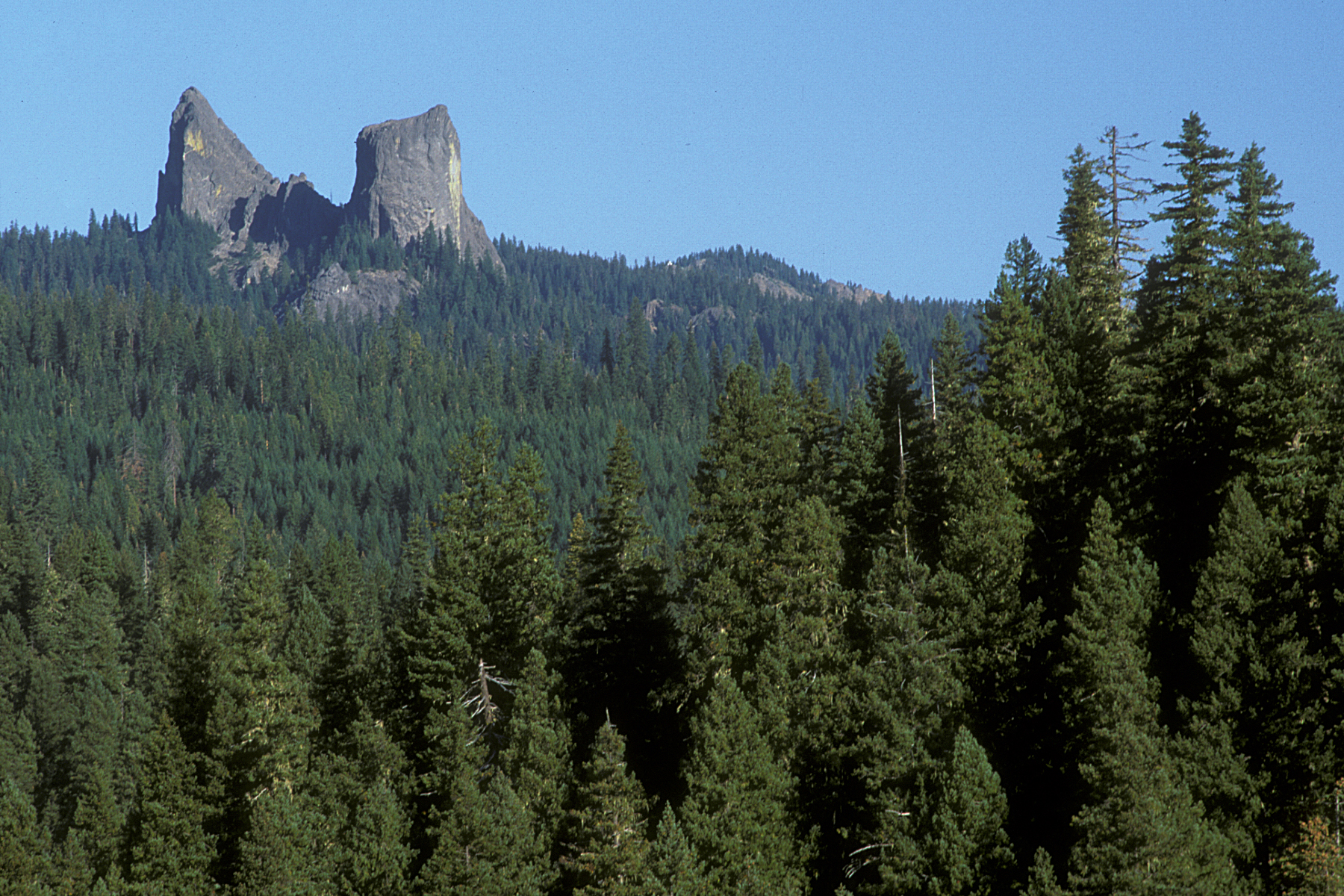
Las orejas de conejo en el bosque nacional Rogue River-Siskiyou

El bosque nacional alberga algunos bosques primarios, incluidos los cedros de Puerto Oxford y los abetos de Douglas en el área de Copper Salmon. Un estudio del Servicio Forestal de 1993 estimó que la extensión del bosque antiguo era 345 300 acres (139 738,1 ha) algunos de los cuales ocurren en Red Buttes Wilderness. El roble azul, Quercus douglasii, y la encina mexicana azul, Quercus chrysolepis, se encuentran en el Bosque Nacional Siskiyou. Para el roble azul endémico de California, los rodales disyuntivos se encuentran cerca del límite norte de su área de distribución, que no se encuentra más al norte que el condado de Del Norte. El pino más alto del mundo mide 268,35 pies (81,8 m) ponderosa y está ubicado en el bosque nacional.
En 2002, el enorme incendio Biscuit quemó casi 500 000 acres (202 343 ha), incluyendo gran parte del desierto de Kalmiopsis.

## Áreas protegidas
El Bosque Nacional Rogue River-Siskiyou contiene total o parcialmente ocho áreas salvajes separadas, que en conjunto suman 565 900 acres (229 011,8 ha):
 
- Desierto Copper Salmon - 55,4 km2
- Desierto de Grassy Knob - 69,6 km2
- Desierto Kalmiopsis - 727,5 km2
- Desierto Red Buttes - 80,7 km2
- Desierto dividido Rogue-Umpqua - 134,4 km2
- Desierto Siskiyou - 617,9 km2
- Desierto Sky Lakes - 459,7 km2
- Desierto Wild Rogue - 145 km2